# Élections municipales de 2017 dans Brome-Missisquoi
Pour un article plus général, voir Élections municipales de 2017 en Estrie.
Cet article concerne les élections municipales de 2017 en Estrie dans la municipalité régionale de comté de Brome-Missisquoi.

## Abercorn
| Candidats pour la mairie              | Vote | %     |
| ------------------------------------- | ---- | ----- |
| Guy Gravel (Sortant d'un autre poste) | 124  | 50,82 |
| Jean-Charles Bissonnette (Sortant)    | 120  | 49,18 |
| Taux de participation : 75,9 %        |      |       |

| Candidats conseiller #1   | Vote            | %               |
| ------------------------- | --------------- | --------------- |
| Alain Sylvestre (Sortant) | Sans opposition | Sans opposition |

| Candidats conseiller #2        | Vote            | %               |
| ------------------------------ | --------------- | --------------- |
| Patricia McCollough (Sortante) | Sans opposition | Sans opposition |

| Candidats conseiller #3 | Vote            | %               |
| ----------------------- | --------------- | --------------- |
| Bernard Carey (Sortant) | Sans opposition | Sans opposition |

| Candidats conseiller #4 | Vote | %     |
| ----------------------- | ---- | ----- |
| Denis St-François       | 137  | 57,18 |
| Jean-Jacques Rouet      | 100  | 42,19 |

| Candidats conseiller #5            | Vote            | %               |
| ---------------------------------- | --------------- | --------------- |
| Margaret Lefebvre Macey (Sortante) | Sans opposition | Sans opposition |

| Candidats conseiller #6 | Vote            | %               |
| ----------------------- | --------------- | --------------- |
| Derek Ewens (Sortant)   | Sans opposition | Sans opposition |

- Élections partielles aux postes de conseillers #1 et #6[1].
  - Organisée à la suite des départs des conseillers Alain Sylvestre et Derek Ewens[1].
  - Élection par acclamation d'Éric Bissonnette et de François Cusson[1].

| Candidats conseiller #1 | Vote            | %               |
| ----------------------- | --------------- | --------------- |
| François Cusson         | Sans opposition | Sans opposition |

| Candidats conseiller #6 | Vote            | %               |
| ----------------------- | --------------- | --------------- |
| Éric Bissonnette        | Sans opposition | Sans opposition |

- Démission de Denis St-François, conseiller #4, en décembre 2020[2].

## Bedford (municipalité de canton)
| Candidats pour la mairie | Vote            | %               |
| ------------------------ | --------------- | --------------- |
| Gilles St-Jean (Sortant) | Sans opposition | Sans opposition |

| Candidats conseiller #1 | Vote            | %               |
| ----------------------- | --------------- | --------------- |
| Bruce Ditcham (Sortant) | Sans opposition | Sans opposition |

| Candidats conseiller #2 | Vote            | %               |
| ----------------------- | --------------- | --------------- |
| Luc Courville (Sortant) | Sans opposition | Sans opposition |

| Candidats conseiller #3   | Vote            | %               |
| ------------------------- | --------------- | --------------- |
| Nancy H. Jones (Sortante) | Sans opposition | Sans opposition |

| Candidats conseiller #4 | Vote | %     |
| ----------------------- | ---- | ----- |
| Pierrette Messier       | 193  | 55,14 |
| Jules Lamothe (Sortant) | 157  | 44,86 |

| Candidats conseiller #5   | Vote | %     |
| ------------------------- | ---- | ----- |
| Barbara Potvin (Sortante) | 191  | 54,73 |
| Francis Coupal            | 158  | 45,27 |

| Candidats conseiller #6 | Vote | %     |
| ----------------------- | ---- | ----- |
| Daniel Rivet            | 289  | 82,81 |
| Tim Bruenggel           | 60   | 17,19 |

## Bedford (ville)
| Candidats pour la mairie | Vote            | %               |
| ------------------------ | --------------- | --------------- |
| Yves Lévesque (Sortant)  | Sans opposition | Sans opposition |

| Candidats conseiller #1 | Vote | %     |
| ----------------------- | ---- | ----- |
| Daniel Audette          | 718  | 82,72 |
| Michelina Rendinella    | 150  | 17,28 |

| Candidats conseiller #2  | Vote            | %               |
| ------------------------ | --------------- | --------------- |
| Marie-Pier Tougas Dupuis | Sans opposition | Sans opposition |

| Candidats conseiller #3     | Vote | %     |
| --------------------------- | ---- | ----- |
| Chantal Fontaine (Sortante) | 364  | 41,89 |
| Renée Labrecque             | 344  | 39,59 |
| Bruno Lavoie                | 161  | 18,53 |

| Candidats conseiller #4   | Vote | %     |
| ------------------------- | ---- | ----- |
| Normand Déragon (Sortant) | 564  | 65,13 |
| Richard Fournier          | 302  | 34,87 |

| Candidats conseiller #5 | Vote | %     |
| ----------------------- | ---- | ----- |
| Marie-Ève Brin          | 551  | 63,33 |
| Claude Jetté (Sortant)  | 319  | 36,67 |

| Candidats conseiller #6 | Vote | %     |
| ----------------------- | ---- | ----- |
| Mona Beaulac (Sortante) | 484  | 54,88 |
| Peter Maurice           | 398  | 45,12 |

## Bolton-Ouest
| Candidats pour la mairie                  | Vote            | %               |
| ----------------------------------------- | --------------- | --------------- |
| Jacques Drolet (Sortant d'un autre poste) | Sans opposition | Sans opposition |

| Candidats conseiller #1   | Vote            | %               |
| ------------------------- | --------------- | --------------- |
| Robert Chartier (Sortant) | Sans opposition | Sans opposition |

| Candidats conseiller #2 | Vote | %     |
| ----------------------- | ---- | ----- |
| Jean-Pierre Pouliot     | 154  | 56,62 |
| Howard Salisbury        | 116  | 43,38 |

| Candidats conseiller #3 | Vote | %     |
| ----------------------- | ---- | ----- |
| Loren Allen             | 152  | 55,27 |
| Richard Bickley         | 123  | 44,73 |

| Candidats conseiller #4      | Vote            | %               |
| ---------------------------- | --------------- | --------------- |
| Denis Vaillancourt (Sortant) | Sans opposition | Sans opposition |

| Candidats conseiller #5 | Vote            | %               |
| ----------------------- | --------------- | --------------- |
| Gilles Asselin          | Sans opposition | Sans opposition |

| Candidats conseiller #6 | Vote            | %               |
| ----------------------- | --------------- | --------------- |
| Cedric Briggs (Sortant) | Sans opposition | Sans opposition |

## Brigham
| Candidats pour la mairie                              | Vote | %     |
| ----------------------------------------------------- | ---- | ----- |
| Steven Neil                                           | 518  | 57,18 |
| Danielle Cardin Pollender (Sortante d'un autre poste) | 199  | 22,21 |
| Normand Delisle (Sortant)                             | 179  | 19,98 |
| Taux de participation : 49,6 %                        |      |       |

| Candidats conseiller #1  | Vote | %     |
| ------------------------ | ---- | ----- |
| Daniel Meunier (Sortant) | 496  | 58,22 |
| Georges Leclerc          | 356  | 41,78 |

| Candidats conseiller #2   | Vote | %     |
| ------------------------- | ---- | ----- |
| Stéphanie Martin-Gauthier | 431  | 51,01 |
| Benoit Lajeunesse         | 414  | 48,99 |

| Candidats conseiller #3 | Vote | %     |
| ----------------------- | ---- | ----- |
| Philippe Dunn (Sortant) | 504  | 58,81 |
| Yvan Forand             | 353  | 41,19 |

| Candidats conseiller #4 | Vote            | %               |
| ----------------------- | --------------- | --------------- |
| Réjean Racine (Sortant) | Sans opposition | Sans opposition |

| Candidats conseiller #5 | Vote | %     |
| ----------------------- | ---- | ----- |
| Mireille Guay           | 499  | 58,57 |
| Chloé Naud Van Gennip   | 353  | 41,43 |

| Candidats conseiller #6     | Vote | %     |
| --------------------------- | ---- | ----- |
| Gisèle Thériault (Sortante) | 250  | 29,55 |
| Maxime Bélisle              | 217  | 25,65 |
| Julien Ménard               | 207  | 24,47 |
| Marie-Josée Fleury          | 172  | 20,33 |

## Brome
| Candidats pour la mairie    | Vote            | %               |
| --------------------------- | --------------- | --------------- |
| Leon Thomas Selby (Sortant) | Sans opposition | Sans opposition |

| Candidats conseiller #1  | Vote            | %               |
| ------------------------ | --------------- | --------------- |
| William Miller (Sortant) | Sans opposition | Sans opposition |

| Candidats conseiller #2      | Vote | %     |
| ---------------------------- | ---- | ----- |
| Wesley Patch                 | 82   | 56,94 |
| Lionel Gary Foster (Sortant) | 62   | 43,06 |

| Candidats conseiller #3   | Vote            | %               |
| ------------------------- | --------------- | --------------- |
| Michael Allnutt (Sortant) | Sans opposition | Sans opposition |

| Candidats conseiller #4 | Vote | %     |
| ----------------------- | ---- | ----- |
| Lisa Bélanger           | 77   | 52,38 |
| Pat Panasuk (Sortante)  | 70   | 47,62 |

| Candidats conseiller #5 | Vote            | %               |
| ----------------------- | --------------- | --------------- |
| Anthony Allen (Sortant) | Sans opposition | Sans opposition |

| Candidats conseiller #6 | Vote            | %               |
| ----------------------- | --------------- | --------------- |
| Larry Royer (Sortant)   | Sans opposition | Sans opposition |

- Élection partielle au poste de maire le 13 mars 2020[3].
  - Organisée à la suite du décès du maire Thomas Selby de la leucémie le 18 novembre 2019[4],[3].
  - William Miller, conseiller #1, assure l'intérim à la mairie[4].
  - William Miller devient maire et Pat Panasuk devient conseillère #1.

## Bromont
| Candidats pour la mairie                    | Vote  | %     |
| ------------------------------------------- | ----- | ----- |
| Louis Villeneuve (Sortant d'un autre poste) | 1 865 | 43,36 |
| Diane Perron (Sortante d'un autre poste)    | 1 234 | 28,69 |
| Yvon Carrier                                | 1 202 | 27,95 |
| Taux de participation : 58,0 %              |       |       |

| Candidats district Mont-Soleil (1) | Vote | %     |
| ---------------------------------- | ---- | ----- |
| Pierre Distilio (Sortante)         | 379  | 49,28 |
| Chantal Lecourt                    | 312  | 40,57 |
| Pierre Plante                      | 78   | 10,14 |

| Candidats district Lac-Bromont (2) | Vote | %     |
| ---------------------------------- | ---- | ----- |
| Claire Mailhot                     | 433  | 56,53 |
| Francine Ducharme                  | 333  | 43,47 |

| Candidats district Mont-Brome (3) | Vote | %     |
| --------------------------------- | ---- | ----- |
| Michel Bilodeau                   | 366  | 50,76 |
| Guylaine Francœur                 | 355  | 49,24 |

| Candidats district Shefford (4) | Vote | %     |
| ------------------------------- | ---- | ----- |
| Jacques Lapensée                | 465  | 56,23 |
| Caroline Lussier                | 362  | 43,77 |

| Candidats district Pierre-Laporte (5) | Vote | %     |
| ------------------------------------- | ---- | ----- |
| Réal Brunelle (Sortant)               | 420  | 53,30 |
| Francis Morin                         | 368  | 46,70 |

| Candidats district Adamsville (6) | Vote | %     |
| --------------------------------- | ---- | ----- |
| Marc-Édouard Larose               | 226  | 58,10 |
| Karine McNicoll                   | 163  | 41,90 |

## Cowansville
| Candidats pour la mairie                  | Vote  | %     |
| ----------------------------------------- | ----- | ----- |
| Sylvie Beauregard (Sortante)              | 2 899 | 65,37 |
| Corinne Labbé (Sortante d'un autre poste) | 917   | 20,68 |
| Réjean Lehoux                             | 444   | 10,01 |
| Guy Patenaude                             | 175   | 3,95  |
| Taux de participation : 41,8 %            |       |       |

| Candidats district Ruiter (1) | Vote | %     |
| ----------------------------- | ---- | ----- |
| Philippe Mercier              | 371  | 55,13 |
| Denis Pepin                   | 226  | 33,58 |
| Claude Houde                  | 76   | 11,29 |

| Candidats district Sweetsburg (2) | Vote | %     |
| --------------------------------- | ---- | ----- |
| Lucille Robert (Sortante)         | 865  | 63,79 |
| Jeanne Ducharme                   | 491  | 36,21 |

| Candidats district Vilas (3)    | Vote            | %               |
| ------------------------------- | --------------- | --------------- |
| Marie-France Beaudry (Sortante) | Sans opposition | Sans opposition |

| Candidats district Bruck (4) | Vote | %     |
| ---------------------------- | ---- | ----- |
| Stéphane Lussier             | 314  | 48,99 |
| Marc-André Lacroix           | 307  | 47,89 |
| Chaben Bédard Mohamed        | 20   | 3,12  |

| Candidats district Davignon (4) | Vote            | %               |
| ------------------------------- | --------------- | --------------- |
| Yvon Pepin (Sortant)            | Sans opposition | Sans opposition |

| Candidats district Fordyce (6) | Vote            | %               |
| ------------------------------ | --------------- | --------------- |
| Daniel Marcotte                | Sans opposition | Sans opposition |

## Dunham
| Candidats pour la mairie       | Vote  | %     |
| ------------------------------ | ----- | ----- |
| Pierre Janecek (Sortant)       | 1 044 | 72,35 |
| Louis Belley                   | 399   | 27,65 |
| Taux de participation : 51,6 % |       |       |

| Candidats district Des Prairies (1) | Vote            | %               |
| ----------------------------------- | --------------- | --------------- |
| Kevin Mitchell (Sortant)            | Sans opposition | Sans opposition |

| Candidats district Lac Selby (2) | Vote            | %               |
| -------------------------------- | --------------- | --------------- |
| François Tremblay                | Sans opposition | Sans opposition |

| Candidats district Nord-ouest (3) | Vote            | %               |
| --------------------------------- | --------------- | --------------- |
| Gaston Chamberland (Sortant)      | Sans opposition | Sans opposition |

| Candidats district Sud (4) | Vote | %     |
| -------------------------- | ---- | ----- |
| Léo Simoneau               | 117  | 60,31 |
| Gérard Dalpé (Sortant)     | 77   | 39,69 |

| Candidats district Nord-est (5) | Vote | %     |
| ------------------------------- | ---- | ----- |
| Jules Brunelle-Marineau         | 122  | 63,87 |
| Germain Duchesneau              | 69   | 36,13 |

| Candidats district Village (6) | Vote | %     |
| ------------------------------ | ---- | ----- |
| Guillaume Brais                | 217  | 54,52 |
| Maguy Carpentier (Sortante)    | 181  | 45,48 |

## East Farnham
| Candidats pour la mairie         | Vote            | %               |
| -------------------------------- | --------------- | --------------- |
| Sylvie Dionne-Raymond (Sortante) | Sans opposition | Sans opposition |

| Candidats conseiller #1   | Vote            | %               |
| ------------------------- | --------------- | --------------- |
| Alfred Lafrance (Sortant) | Sans opposition | Sans opposition |

| Candidats conseiller #2    | Vote            | %               |
| -------------------------- | --------------- | --------------- |
| Caroline Cusson (Sortante) | Sans opposition | Sans opposition |

| Candidats conseiller #3    | Vote            | %               |
| -------------------------- | --------------- | --------------- |
| Virginia Wilson (Sortante) | Sans opposition | Sans opposition |

| Candidats conseiller #4  | Vote            | %               |
| ------------------------ | --------------- | --------------- |
| Claude Rhéaume (Sortant) | Sans opposition | Sans opposition |

| Candidats conseiller #5 | Vote            | %               |
| ----------------------- | --------------- | --------------- |
| Nathalie Vermette       | Sans opposition | Sans opposition |

| Candidats conseiller #6 | Vote            | %               |
| ----------------------- | --------------- | --------------- |
| Neil Rodrigue (Sortant) | Sans opposition | Sans opposition |

## Farnham
| Candidats pour la mairie       | Vote  | %     |
| ------------------------------ | ----- | ----- |
| Patrick Melchior               | 1 737 | 59,40 |
| Josef Hüsler (Sortant)         | 1 187 | 40,60 |
| Taux de participation : 42,6 % |       |       |

| Candidats district Robert-C.-Wilkins (1) | Vote | %     |
| ---------------------------------------- | ---- | ----- |
| Nathalie Depeault                        | 273  | 54,17 |
| Yvon Lafleur                             | 231  | 45,83 |

| Candidats district Aldéi-Martel (2) | Vote | %     |
| ----------------------------------- | ---- | ----- |
| Daniel Campbell                     | 234  | 39,59 |
| Claudette Giguère                   | 160  | 27,07 |
| France Vaudry                       | 153  | 25,89 |
| Charles LeBrèque                    | 44   | 7,45  |

| Candidats district du Docteur-Olivier-Trépanier (3) | Vote | %     |
| --------------------------------------------------- | ---- | ----- |
| Sylvie Ouellette                                    | 216  | 65,26 |
| Micheline Gauthier                                  | 63   | 19,03 |
| Lionel Kaboré                                       | 52   | 15,71 |

| Candidats district du Docteur-Jean-Louis-Cardin (4) | Vote            | %               |
| --------------------------------------------------- | --------------- | --------------- |
| Vincent Roy (Sortant)                               | Sans opposition | Sans opposition |

| Candidats district Esther-Elkin (5) | Vote            | %               |
| ----------------------------------- | --------------- | --------------- |
| Jean-François Poulin (Sortant)      | Sans opposition | Sans opposition |

| Candidats district Omer-Galipault (6) | Vote | %     |
| ------------------------------------- | ---- | ----- |
| Jean-Yves Boulianne                   | 200  | 39,92 |
| Bruno Barsalou                        | 166  | 33,13 |
| Rico Laguë (Sortant)                  | 135  | 26,95 |

## Frelighsburg
| Candidats pour la mairie | Vote            | %               |
| ------------------------ | --------------- | --------------- |
| Jean Lévesque (Sortant)  | Sans opposition | Sans opposition |

| Candidats conseiller #1 | Vote            | %               |
| ----------------------- | --------------- | --------------- |
| Pierre Tougas (Sortant) | Sans opposition | Sans opposition |

| Candidats conseiller #2 | Vote            | %               |
| ----------------------- | --------------- | --------------- |
| Bob Lussier             | Sans opposition | Sans opposition |

| Candidats conseiller #3    | Vote            | %               |
| -------------------------- | --------------- | --------------- |
| Suzanne Lessard (Sortante) | Sans opposition | Sans opposition |

| Candidats conseiller #4   | Vote            | %               |
| ------------------------- | --------------- | --------------- |
| Lucie Dagenais (Sortante) | Sans opposition | Sans opposition |

| Candidats conseiller #5 | Vote            | %               |
| ----------------------- | --------------- | --------------- |
| Chantal Gadbois         | Sans opposition | Sans opposition |

| Candidats conseiller #6        | Vote | % |
| ------------------------------ | ---- | - |
| Marie-France Moquin (Sortante) |      |   |

## Lac-Brome
| Candidats pour la mairie   | Vote            | %               |
| -------------------------- | --------------- | --------------- |
| Richard Burcombe (Sortant) | Sans opposition | Sans opposition |

| Candidats district Bondville-Fulford (1) | Vote | %     |
| ---------------------------------------- | ---- | ----- |
| Lucy Gagnon                              | 253  | 60,53 |
| Donald T. Gagné                          | 106  | 25,36 |
| Robert Laflamme (Sortant)                | 59   | 14,11 |

| Candidats district West—Iron-Hill (2) | Vote            | %               |
| ------------------------------------- | --------------- | --------------- |
| Ronald Myles (Sortant)                | Sans opposition | Sans opposition |

| Candidats district East-Hill (3) | Vote | %     |
| -------------------------------- | ---- | ----- |
| Pierre Laplante                  | 171  | 61,51 |
| Thomas McGovern (Sortant)        | 107  | 38,49 |

| Candidats district Knowlton-Victoria (4) | Vote            | %               |
| ---------------------------------------- | --------------- | --------------- |
| Lee Patterson (Sortant)                  | Sans opposition | Sans opposition |

| Candidats district Knowlton-Lakeside (5) | Vote            | %               |
| ---------------------------------------- | --------------- | --------------- |
| Louise Morin (Sortante)                  | Sans opposition | Sans opposition |

| Candidats district Foster (6) | Vote | %     |
| ----------------------------- | ---- | ----- |
| David Taveroff                | 188  | 66,20 |
| Nathan Forster                | 50   | 17,61 |
| Mark Miles Bennett            | 46   | 16,20 |

## Notre-Dame-de-Stanbridge
| Candidats pour la mairie                    | Vote | %     |
| ------------------------------------------- | ---- | ----- |
| Daniel Tétreault (Sortant d'un autre poste) | 239  | 72,87 |
| Alain Bordeleau                             | 89   | 27,13 |
| Taux de participation : 59,3 %              |      |       |

| Candidats conseiller #1     | Vote            | %               |
| --------------------------- | --------------- | --------------- |
| Carole Dansereau (Sortante) | Sans opposition | Sans opposition |

| Candidats conseiller #2 | Vote            | %               |
| ----------------------- | --------------- | --------------- |
| Gaston Chouinard        | Sans opposition | Sans opposition |

| Candidats conseiller #3 | Vote            | %               |
| ----------------------- | --------------- | --------------- |
| Micheline Dufour        | Sans opposition | Sans opposition |

| Candidats conseiller #4  | Vote            | %               |
| ------------------------ | --------------- | --------------- |
| Roger Santerre (Sortant) | Sans opposition | Sans opposition |

| Candidats conseiller #5 | Vote | %     |
| ----------------------- | ---- | ----- |
| Jean-Pierre Morlot      | 179  | 54,57 |
| Yvon Landry             | 149  | 45,43 |

| Candidats conseiller #6     | Vote            | %               |
| --------------------------- | --------------- | --------------- |
| Robert Gaboriault (Sortant) | Sans opposition | Sans opposition |

- Élection partielle au poste de conseiller #223 février 2020[5].
  - Organisée en raison de la démission de Gaston Chouinard[6]..
  - Ginette Simard Gendreault, ancienne mairesse de la municipalité, est proclamée élue[7].

| Candidats conseiller #2   | Vote | %   |
| ------------------------- | ---- | --- |
| Ginette Simard Gendreault | n/d  | n/d |
| Marie Nadeau              | n/d  | n/d |

## Pike River
| Candidats pour la mairie    | Vote            | %               |
| --------------------------- | --------------- | --------------- |
| Martin Bellefroid (Sortant) | Sans opposition | Sans opposition |

| Candidats conseiller #1 | Vote            | %               |
| ----------------------- | --------------- | --------------- |
| Nathalie Dorais         | Sans opposition | Sans opposition |

| Candidats conseiller #2 | Vote            | %               |
| ----------------------- | --------------- | --------------- |
| Jean Asnong (Sortant)   | Sans opposition | Sans opposition |

| Candidats conseiller #3 | Vote            | %               |
| ----------------------- | --------------- | --------------- |
| Patricia Rachofsky      | Sans opposition | Sans opposition |

| Candidats conseiller #4    | Vote            | %               |
| -------------------------- | --------------- | --------------- |
| Hélène Campbell (Sortante) | Sans opposition | Sans opposition |

| Candidats conseiller #5      | Vote            | %               |
| ---------------------------- | --------------- | --------------- |
| Marianne Cardinal (Sortante) | Sans opposition | Sans opposition |

| Candidats conseiller #6    | Vote            | %               |
| -------------------------- | --------------- | --------------- |
| Stephan Duquette (Sortant) | Sans opposition | Sans opposition |

## Saint-Armand
| Candidats pour la mairie       | Vote | %     |
| ------------------------------ | ---- | ----- |
| Brent Chamberlain              | 357  | 53,93 |
| René Daraiche                  | 305  | 46,07 |
| Taux de participation : 64,5 % |      |       |

| Candidats conseiller #1  | Vote | %     |
| ------------------------ | ---- | ----- |
| Normand Litjens          | 440  | 65,28 |
| Daniel Boucher (Sortant) | 234  | 34,72 |

| Candidats conseiller #2 | Vote | %     |
| ----------------------- | ---- | ----- |
| Jacques Charbonneau     | 343  | 52,77 |
| Guy Paquin              | 307  | 47,23 |

| Candidats conseiller #3                      | Vote | %     |
| -------------------------------------------- | ---- | ----- |
| Serge Cormier                                | 256  | 39,20 |
| Barbara Martel                               | 212  | 32,47 |
| Marielle Cartier (Sortante d'un autre poste) | 185  | 28,33 |

| Candidats conseiller #4 | Vote | %     |
| ----------------------- | ---- | ----- |
| Caroline Rosetti        | 515  | 77,33 |
| Nathalie Benoit         | 151  | 22,67 |

| Candidats conseiller #5 | Vote            | %               |
| ----------------------- | --------------- | --------------- |
| Louise Hautelocque      | Sans opposition | Sans opposition |

| Candidats conseiller #6 | Vote            | %               |
| ----------------------- | --------------- | --------------- |
| Dany Duchesneau         | Sans opposition | Sans opposition |

- Élection partielle au poste de maire et de conseiller #4, #5 et #6 le 11 août 2019[8], organisée en raison de la démission du maire Brent Chamberlain le 15 avril 2019[9] et des démissions des conseillers Caroline Rosetti (conseillère #4), Louise Hautelocque (conseillère #5) et Dany Duchesneau (conseiller #6)[10].
  - Administration de la municipalité par la Commission municipale du Québec en raison d'un quorum insuffisant d'élu entre juin et août 2021[10]

| Candidats pour la mairie                     | Vote | %    |
| -------------------------------------------- | ---- | ---- |
| Caroline Rosetti (Sortante d'un autre poste) | 384  | 66,1 |
| Dany Duchesneau (Sortant d'un autre poste)   | 197  | 33,9 |

| Candidats conseiller #4 | Vote | %    |
| ----------------------- | ---- | ---- |
| Jennifer Merner         | 229  | 40,0 |
| Anik Trudeau            | 201  | 35,1 |
| Daniel Boucher          | 143  | 24,9 |

| Candidats conseiller #5 | Vote | %    |
| ----------------------- | ---- | ---- |
| Karen Crandall          | 292  | 50,6 |
| Daniel Boulet           | 285  | 49,4 |

| Candidats conseiller #6 | Vote | %    |
| ----------------------- | ---- | ---- |
| Jean Rosetti            | 309  | 54,2 |
| Sylvie Péloquin         | 261  | 45,8 |

## Saint-Ignace-de-Stanbridge
| Candidats pour la mairie       | Vote | %     |
| ------------------------------ | ---- | ----- |
| Albert Santerre (Sortant)      | 191  | 53,20 |
| Roger Noiseux                  | 168  | 46,80 |
| Taux de participation : 69,7 % |      |       |

| Candidats conseiller #1 | Vote            | %               |
| ----------------------- | --------------- | --------------- |
| Dominique Martel        | Sans opposition | Sans opposition |

| Candidats conseiller #2 | Vote            | %               |
| ----------------------- | --------------- | --------------- |
| André Choinière         | Sans opposition | Sans opposition |

| Candidats conseiller #3  | Vote            | %               |
| ------------------------ | --------------- | --------------- |
| Josée Goyette (Sortante) | Sans opposition | Sans opposition |

| Candidats conseiller #4 | Vote            | %               |
| ----------------------- | --------------- | --------------- |
| Louis Matteau           | Sans opposition | Sans opposition |

| Candidats conseiller #5    | Vote            | %               |
| -------------------------- | --------------- | --------------- |
| Ghislain Quintal (Sortant) | Sans opposition | Sans opposition |

| Candidats conseiller #6 | Vote            | %               |
| ----------------------- | --------------- | --------------- |
| Éric Rioux (Sortant)    | Sans opposition | Sans opposition |

- Élection partielle au poste de maire[11] et de conseiller #3[12]. le 5 mai 2019[11].
  - Organisée à la suite du décès du maire Albert Santerre d'un cancer au  début février 2019[11].
  - Intérim assumé par la conseillère #1 Dominique Martel à titre de mairesse-suppléante[11].
  - Élection par acclamation de Dominique Martel à la mairie le 5 mai 2019[11].

| Candidats à la mairie                        | Vote            | %               |
| -------------------------------------------- | --------------- | --------------- |
| Dominique Martel (Sortante d'un autre poste) | Sans opposition | Sans opposition |

- - Élection par acclamation d'Isabelle Laurent au poste de conseillère #3[12]

| Candidats conseiller #3 | Vote            | %               |
| ----------------------- | --------------- | --------------- |
| Isabelle Laurent        | Sans opposition | Sans opposition |

- Sonya Lapointe devient conseillère #1 en cours de mandat.

## Sainte-Sabine
| Candidats pour la mairie  | Vote            | %               |
| ------------------------- | --------------- | --------------- |
| Laurent Phoenix (Sortant) | Sans opposition | Sans opposition |

| Candidats conseiller #1     | Vote            | %               |
| --------------------------- | --------------- | --------------- |
| Sylvain Thibodeau (Sortant) | Sans opposition | Sans opposition |

| Candidats conseiller #2 | Vote            | %               |
| ----------------------- | --------------- | --------------- |
| Marc Lasalle (Sortant)  | Sans opposition | Sans opposition |

| Candidats conseiller #3         | Vote            | %               |
| ------------------------------- | --------------- | --------------- |
| Thérèse Ménard Monty (Sortante) | Sans opposition | Sans opposition |

| Candidats conseiller #4 | Vote            | %               |
| ----------------------- | --------------- | --------------- |
| Jean-Guy Côté (Sortant) | Sans opposition | Sans opposition |

| Candidats conseiller #5     | Vote            | %               |
| --------------------------- | --------------- | --------------- |
| François Mailloux (Sortant) | Sans opposition | Sans opposition |

| Candidats conseiller #6 | Vote | %     |
| ----------------------- | ---- | ----- |
| Vicky Poulin            | 144  | 51,80 |
| Florian Ruckstuhl       | 134  | 48,20 |

## Stanbridge East
| Candidats pour la mairie  | Vote            | %               |
| ------------------------- | --------------- | --------------- |
| Gregory Vaughan (Sortant) | Sans opposition | Sans opposition |

| Candidats conseiller #1  | Vote            | %               |
| ------------------------ | --------------- | --------------- |
| Ronald Stewart (Sortant) | Sans opposition | Sans opposition |

| Candidats conseiller #2 | Vote            | %               |
| ----------------------- | --------------- | --------------- |
| Jean Leboeuf            | Sans opposition | Sans opposition |

| Candidats conseiller #3 | Vote            | %               |
| ----------------------- | --------------- | --------------- |
| Robert Young (Sortant)  | Sans opposition | Sans opposition |

| Candidats conseiller #4       | Vote            | %               |
| ----------------------------- | --------------- | --------------- |
| Barbara Bellingham (Sortante) | Sans opposition | Sans opposition |

| Candidats conseiller #5    | Vote            | %               |
| -------------------------- | --------------- | --------------- |
| Robert Deschamps (Sortant) | Sans opposition | Sans opposition |

| Candidats conseiller #6 | Vote | %     |
| ----------------------- | ---- | ----- |
| François Reid (Sortant) | 135  | 54,66 |
| Denis Moisan            | 112  | 45,34 |

## Stanbridge Station
| Candidats pour la mairie | Vote            | %               |
| ------------------------ | --------------- | --------------- |
| Gilles Rioux (Sortant)   | Sans opposition | Sans opposition |

| Candidats conseiller #1     | Vote            | %               |
| --------------------------- | --------------- | --------------- |
| Mélanie Lachance (Sortante) | Sans opposition | Sans opposition |

| Candidats conseiller #2   | Vote | %     |
| ------------------------- | ---- | ----- |
| Pauline Samson (Sortante) | 91   | 77,78 |
| Sylvie Messier            | 26   | 22,22 |

| Candidats conseiller #3  | Vote            | %               |
| ------------------------ | --------------- | --------------- |
| Étienne Tougas (Sortant) | Sans opposition | Sans opposition |

| Candidats conseiller #4    | Vote            | %               |
| -------------------------- | --------------- | --------------- |
| Richard Campbell (Sortant) | Sans opposition | Sans opposition |

| Candidats conseiller #5 | Vote            | %               |
| ----------------------- | --------------- | --------------- |
| Donald Tougas (Sortant) | Sans opposition | Sans opposition |

| Candidats conseiller #6    | Vote | %     |
| -------------------------- | ---- | ----- |
| Chantal Vallières Brodeur  | 94   | 80,34 |
| Colette St-Onge (Sortante) | 23   | 19,66 |

## Sutton
| Partis                         | Partis          | Candidats pour la mairie                    | Vote  | %     |
| ------------------------------ | --------------- | ------------------------------------------- | ----- | ----- |
|                                | Indépendant     | Michel Lafrance                             | 1 284 | 58,81 |
|                                | Alliance Sutton | Louis Dandenault (Sortant d'un autre poste) | 976   | 43,19 |
| Taux de participation : 57,7 % |                 |                                             |       |       |

| Partis | Partis          | Candidats district #1 | Vote | %     |
| ------ | --------------- | --------------------- | ---- | ----- |
|        | Indépendant     | Daniel Martin         | 150  | 65,22 |
|        | Alliance Sutton | Gaétan Marceau        | 80   | 34,78 |

| Partis | Partis          | Candidats district #2 | Vote | %     |
| ------ | --------------- | --------------------- | ---- | ----- |
|        | Indépendant     | Diane Duchesne        | 245  | 65,33 |
|        | Alliance Sutton | John Hawley (Sortant) | 130  | 34,67 |

| Partis | Partis          | Candidats district #3                     | Vote | %     |
| ------ | --------------- | ----------------------------------------- | ---- | ----- |
|        | Indépendant     | Patricia Lefèvre                          | 249  | 57,37 |
|        | Alliance Sutton | Winston Bresee (Sortant d'un autre poste) | 185  | 42,63 |

| Partis | Partis          | Candidats district #4 | Vote | %     |
| ------ | --------------- | --------------------- | ---- | ----- |
|        | Indépendant     | Rosanne Cohen         | 271  | 64,52 |
|        | Alliance Sutton | André Pagé            | 149  | 35,48 |

| Partis | Partis          | Candidats district #5                       | Vote | %     |
| ------ | --------------- | ------------------------------------------- | ---- | ----- |
|        | Indépendant     | Lynda Graham                                | 283  | 65,06 |
|        | Alliance Sutton | Nathalie Bédard (Sortante d'un autre poste) | 152  | 34,94 |

| Partis | Partis          | Candidats district #6                   | Vote | %     |
| ------ | --------------- | --------------------------------------- | ---- | ----- |
|        | Indépendant     | André Forest                            | 191  | 50,26 |
|        | Alliance Sutton | Kenneth Hill (Sortant d'un autre poste) | 189  | 49,74 |

- Élection partielle au poste de conseiller #2 le 15 décembre 2019[13]
  - Dominique Parent est élue au poste de conseillère #2[13]

| Partis                                    | Partis      | Candidats district #2 | Vote | %     |
| ----------------------------------------- | ----------- | --------------------- | ---- | ----- |
|                                           | Indépendant | Dominique Parent      | 165  | 52,88 |
|                                           | Indépendant | John Hawley           | 147  | 47,12 |
| Taux de participation : 313 / 603 (51,9%) |             |                       |      |       |

- Décès de la conseillère Rosanne Cohen le 16 juillet 2020 des suites d'un cancer du sein[14].

- Démission de la conseillère Patricia Lefèvre en 2021 [après le 1er mars 2021[15].